# Vultee P-66 Vanguard
Vultee P-66 Vanguard, amerykański samolot myśliwski z okresu II wojny światowej. Samolot został zamówiony przez Szwedzkie Siły Powietrzne, ale w 1941 kiedy wszedł do produkcji rząd Stanów Zjednoczonych zablokował ich eksport. Wszedł na wyposażenie USAAF jako P-66.
Używany był do szkolenia oraz przez stacjonujące w Chinach siły Latających Tygrysów